# Дональ-Олів'є Сьє
Дона́ль-Олів'є́ Сьє (фр. Donald-Olivier Sié, нар. 3 квітня 1970, Абіджан) — івуарійський футболіст, що грав на позиції атакувального півзахисника.
Виступав, зокрема, за клуби «АСЕК Мімозас» та «Тулуза», а також національну збірну Кот-д'Івуару.
У складі збірної — володар Кубка африканських націй.

## Клубна кар'єра
Дональ-Олів'є Сьє почав професійну кар'єру в 1989 році в клубі «АСЕК Мімозас» зі столиці Кот-д'Івуару Абіджана. У цьому клубі півзахисник виступав протягом 7 років, в ході яких він шість разів став Чемпіоном Кот-д'Івуару в 1990-1995 роках, а також двічі володарем Кубку Кот-д'Івуару в 1990 і 1995 роках. У 1996 році Сьє переїхав до Японії, де протягом року виступав за клуб «Нагоя Грампус» з міста Наґоя. За «Нагою Грампус» Дональ-Олів'є провів 16 матчів, в яких відзначився 1 голом. У 1997 році півзахисник повернувся на Батьківщину, в «АСЕК Мімозас», за який згодом грав протягом двох років. В ході цих двох років Сьє ще два рази став Чемпіоном Кот-д'Івуару і один раз володарем Кубку Кот-д'Івуару. У 1998 році Дональ разом з «АСЕК Мімозас», став переможцем Ліги чемпіонів КАФ 1998, обігравши в фіналі з рахунком 4:2 зімбабвійський клуб «Дайнамоз». Третій і переможний м'яч у грі на 43-ій хвилині забив саме Сьє. Цей успіх став першим великим клубним досягненням в історії футболу Кот-д'Івуару.
Після великих успіхів Сьє в складі клубу «АСЕК Мімозас», півзахисник переїхав до Франції, підписавши контракт з клубом «Тулуза» з однойменного міста, яка виступала на той момент в Лізі II, після недавнього вильоту з Ліги I. У складі «Тулузи» Сьє провів 10 матчів, в яких забив 1 м'яч. Останніми клубами у професійній кар'єрі Доналя стали паризький «Расінг» і «Реймс» з однойменного міста, які виступали на той момент в нижчих футбольних лігах Франції. Завершивши професійні виступи у 2001 році івуарієць залишився у Франції, де до 2010 року продовжував грати за команди місцевих регіональних ліг.

## Виступи за збірну
Дональ-Олів'є Сьє дебютував у збірній Кот-д'Івуару в 1990 році і вже в дебютному для себе матчі забив свій перший м'яч за збірну.
У 1992 році півзахисник взяв участь в переможному для збірної Кот-д'Івуару Кубку африканських націй 1992 року, який проходив у Сенегалі. У групі C, яка складалася з трьох команд, збірна Кот-д'Івуара спочатку з рахунком 3:0 обіграла збірну Алжиру, а потім івуарійці з рахунком 0:0 зіграли внічию зі збірною Республіки Конго, забезпечивши тим самим собі перше місце в групі. У чвертьфіналі збірна Кот-д'Івуару з рахунком 1: 0, завдяки голу Сьє, здолала збірну Замбії і вийшла в півфіналі на збірну Камеруну. Основний і додатковий час матчу проти Камеруну завершився з рахунком 0:0 і доля путівки в фінал вирішувалася в серії післяматчевих пенальті, в якій сильнішими виявилися івуарійці, здолавши збірну Камеруну з рахунком 3:1. У фіналі турніру, який пройшов 26 січня 1992 року, збірній Кот-д'Івуару протистояла збірна Гани. В цілому, повторилася така сама історія, яка була і в півфіналі. Основний і додатковий час матчу завершився з рахунком 0:0 і доля трофею вирішувалася в серії післяматчевих пенальті, сильнішими в якій з величезним рахунком 11:10 виявилися івуарійці, які вперше в історії стали переможцями Кубка африканських націй. Дев'ятий з одинадцяти ударів реалізував Дональ-Олів'є Сьє. Слід зазначити, що збірна Кот-д'Івуара в даному турнірі не пропустила жодного м'яча в свої ворота в основний і додатковий час матчів, а виняток склали лише дві серії пенальті, в яких івуарійці брали участь у півфіналі та фіналі змагань.
У цьому ж, 1992 році Сьє, разом зі збірною, взяв участь в Кубку Короля Фахда 1992 року, попереднику Кубку конфедерацій. Всього в турнірі взяли участь 4 збірні команди, кожна з яких представляла окрему футбольну конфедерацію, ними стали збірна Кот-д'Івуара, збірна Аргентини, збірна США і господиня турніру збірна Саудівської Аравії. У півфіналі, який пройшов 16 жовтня 1992 року, збірна Кот-д'Івуару протистояла збірній Аргентини, яка в результаті розгромила івуарійців з рахунком 0:4. У матчі за третє місце проти збірної США, який відбувся 19 жовтня 1992 року, за рахунку 1:4, на 76-ій хвилині Дональ-Олів'є відзначився голом, але збірній Кот-д'Івуару це не допомогло і вона в підсумку програла з рахунком 2:5, в результаті посівши останнє, четверте місце на турнірі.
Дональ-Олів'є Сьє також брав участь в Кубках африканських націй 1994, 1996 і 1998 років, на яких практично ніяк себе не проявив. Останнім турніром у збірній для півзахисника став Кубок африканських націй 2000 року, на якому Сьє забив один із двох м'ячів у ворота збірної Гани в матчі третього туру групового етапу. Матч закінчився з рахунком 2:0, але збірній Кот-д'Івуару це не допомогло і вона вилетіла з турніру, посівши лише третє місце в групі A. Після завершення Кубку африканських націй 2000 року Дональ-Олів'є Сьє припинив свої виступи за збірну.
Протягом кар'єри у національній команді, яка тривала 11 років, провів у формі головної команди країни 42 матчі, забивши 6 голів.

## Титули і досягнення

### Клубні
- Чемпіонат Кот-д'Івуара
  -  Чемпіон (8): 1990, 1991, 1992, 1993, 1994, 1995, 1997, 1998

- Кубок Кот-д'Івуара
  -  Володар (3): 1990, 1995, 1997

- Ліга чемпіонів КАФ
  -  Володар (1): 1998

### Збірна Кот-д'Івуара
- Кубок африканських націй:
  -  Чемпіон (1): 1992
  -  Бронзовий призер (1): 1994

## Статистика виступів

### Клубна
| Клубнівиступи | Клубнівиступи     | Клубнівиступи | Чемпіонат | Чемпіонат | Кубок            | Кубок            | Кубок Ліги      | Кубок Ліги      | Загалом | Загалом |
| Сезон         | Клуб              | Ліга          | Матчі     | Голи      | Матчі            | Голи             | Матчі           | Голи            | Матчі   | Голи    |
| Японія        | Японія            | Японія        | Чемпіонат | Чемпіонат | Кубок Імператора | Кубок Імператора | Кубок Джей-ліги | Кубок Джей-ліги | Загалом | Загалом |
| ------------- | ----------------- | ------------- | --------- | --------- | ---------------- | ---------------- | --------------- | --------------- | ------- | ------- |
| 1996          | Нагоя Грампус Ейт | Джей-ліга     | 16        | 1         | 1                | 0                | 2               | 0               | 19      | 1       |
| Франція       | Франція           | Франція       | Чемпіонат | Чемпіонат | Кубок Франції    | Кубок Франції    | Кубок Ліги      | Кубок Ліги      | Total   | Total   |
| 1998/99       | Тулуза            | Ліга 1        | 10        | 1         |                  |                  |                 |                 | 10      | 1       |
| 1999/00       | Расінг (Париж)    | Ліга 3        | 20        | 3         |                  |                  |                 |                 | 20      | 3       |
| 2000/01       | Реймс             | Ліга 3        | 16        | 1         |                  |                  |                 |                 | 16      | 1       |
| Країна        | Японія            | Японія        | 16        | 1         | 1                | 0                | 2               | 0               | 19      | 1       |
| Країна        | Франція           | Франція       | 46        | 5         |                  |                  |                 |                 | 46      | 5       |
| Загалом       | Загалом           | Загалом       | 62        | 6         | 1                | 0                | 2               | 0               | 65      | 6       |

### У збірній
| Збірна Кот-д'Івуару | Збірна Кот-д'Івуару | Збірна Кот-д'Івуару |
| Рік                 | Матчі               | Голи                |
| ------------------- | ------------------- | ------------------- |
| 1990                | 1                   | 1                   |
| 1991                | 2                   | 1                   |
| 1992                | 5                   | 2                   |
| 1993                | 6                   | 0                   |
| 1994                | 9                   | 1                   |
| 1995                | 2                   | 0                   |
| 1996                | 3                   | 0                   |
| 1997                | 1                   | 0                   |
| 1998                | 6                   | 0                   |
| 1999                | 3                   | 0                   |
| 2000                | 4                   | 1                   |
| Загалом             | 42                  | 6                   |